# 宍道町
宍道町（しんじちょう）は、島根県の北東部の宍道湖の南岸に位置し、八束郡に属していた町である。
現在は合併により松江市宍道町となっている。

## 歴史
- 1889年（明治22年）4月1日 - 町村制施行により、意宇郡白石村・宍道町・宍道村・佐々布村・伊志見村の区域をもって宍道村が発足。
- 1896年（明治29年）4月1日 - 所属郡が八束郡に変更。
- 1927年（昭和2年）11月1日 - 宍道村が町制施行して宍道町となる。
- 1955年（昭和30年）4月3日 - 来待村と合併し、改めて宍道町が発足。
- 1971年（昭和46年）7月27日 - 来待川の堤防三ヶ所が決壊、山陰線の道床が流出[1]。
- 2005年（平成17年）3月31日 - 松江市・鹿島町・島根町・美保関町・八雲村・玉湯町・八束町と合併し、改めて松江市が発足。同日宍道町廃止。

## 行政

### 町長
- 川島光雅

### 行政機関

#### 役場
- 現在は松江市役所宍道支所となっている。

## 金融機関
- 山陰合同銀行 宍道出張所
- しまね信用金庫 宍道支店

## 日本郵政グループ
- 宍道郵便局
- 来待郵便局

## 地域

### 構成
- 宍道地区
- 来待地区

### 警察
- 松江警察署 宍道駐在所
- 松江警察署 来待駐在所

### 教育
小中学校は現在では全て松江市立となっている。
- 小学校
  - 宍道町立宍道小学校
  - 宍道町立来待小学校
- 中学校
  - 宍道町立宍道中学校
- 高等学校
  - 島根県立松江南高等学校宍道分校

## 交通

### 鉄道
- 中心となる駅:宍道駅
- JR西日本
  - 山陰本線:宍道駅 - 来待駅
  - 木次線:宍道駅 - 南宍道駅

### 道路
- 高速道路
  - 山陰自動車道:宍道IC
  - 松江自動車道:宍道JCT
- 一般国道
  - 国道9号
  - 国道54号
- 県道
  - 島根県道195号宍道停車場線
  - 島根県道267号海潮宍道線

## 名所・旧跡・観光スポット・祭事・催事
- 宍道地区
  - 松江市宍道ふるさと森林公園
  - 氷川神社
  - 八雲本陣
  - 石宮神社
- 来待地区
  - モニュメントミュージアム来待ストーン
  - 菅原天満宮
  - 健康の里きまち湯治村：大森の湯-いろり茶屋-宍道Ｂ&Ｇ海洋センター